# Cryptocephalus loebli
Cryptocephalus loebli là một loài bọ cánh cứng trong họ Chrysomelidae. Loài này được Sassi miêu tả khoa học năm 1997.